# 竹下元章
竹下 元章（たけした もとあき、1937年8月26日 - 1985年8月12日）は、兵庫県出身のプロ野球選手（捕手）。右投右打。

## 来歴・人物
兵庫県立西宮高等学校を卒業。
1956年に広島カープへ入団。
1958年に公式戦初出場を果たすも、田中尊らの壁に阻まれて出場機会には恵まれず。
1961年オフに現役を引退した。
その後は三菱電機グループである指月電機製作所に転職し、同社の北関東営業所に配属されたため群馬県に在住していた。
1985年、第67回全国高等学校野球選手権大会に群馬県代表として出場する東京農業大学第二高等学校野球部在籍の息子・政宏（まさひろ）の応援で阪神甲子園球場へ向かうため、8月12日に羽田発伊丹行の日本航空123便に搭乗し、墜落事故に巻き込まれ死亡。47歳没。
竹下の没後30年に当たる2015年に竹下と息子をモチーフにした舞台『8・12〜白球〜』が劇団裏長屋マンションズによって上演された。同事故で来世へと旅立った元プロ野球選手が自分の年齢になった息子に会うために現世に舞い戻るというストーリーであった。

## 詳細情報

### 年度別打撃成績
| 年 度     | 球 団     | 試 合 | 打 席 | 打 数 | 得 点 | 安 打 | 二 塁 打 | 三 塁 打 | 本 塁 打 | 塁 打 | 打 点 | 盗 塁 | 盗 塁 死 | 犠 打 | 犠 飛 | 四 球 | 敬 遠 | 死 球 | 三 振 | 併 殺 打 | 打 率 | 出 塁 率 | 長 打 率 | O P S |
| --------- | --------- | ----- | ----- | ----- | ----- | ----- | -------- | -------- | -------- | ----- | ----- | ----- | -------- | ----- | ----- | ----- | ----- | ----- | ----- | -------- | ----- | -------- | -------- | ----- |
| 1958      | 広島      | 5     | 5     | 4     | 1     | 2     | 0        | 0        | 0        | 2     | 1     | 0     | 0        | 0     | 1     | 0     | 0     | 0     | 0     | 0        | .500  | .500     | .500     | 1.000 |
| 1961      | 広島      | 1     | 1     | 1     | 0     | 0     | 0        | 0        | 0        | 0     | 0     | 0     | 0        | 0     | 0     | 0     | 0     | 0     | 0     | 0        | .000  | .000     | .000     | .000  |
| 通算：2年 | 通算：2年 | 6     | 6     | 5     | 1     | 2     | 0        | 0        | 0        | 2     | 1     | 0     | 0        | 0     | 1     | 0     | 0     | 0     | 0     | 0        | .400  | .400     | .400     | .800  |

### 背番号
- 37 （1956年 - 1961年）